# Мішин Василь Павлович
Василь Павлович Мішин (рос. Васи́лий Па́влович Ми́шин) (18 січня 1917 — 10 жовтня 2001) російський інженер та видатний піонер ракетної промисловості Радянського Союзу, якого, однак найбільше запам'ятали через невдачі в радянській космічній програмі, котрі сталися під його керівництвом.

## Біографія
Мішин народився в селі Биваліно Богородського повіту Московської губернії Російської імперії, вивчав математику в Московському авіаційному інституті.
Мішин був радянським вченим-ракетником і одним із перших радянських спеціалістів, який побачив об'єкти нацистської Німеччини Фау-2 наприкінці Другої світової війни разом з іншими вченими, такими як Сергій Корольов, який перед ним очолював конструкторське бюро ОКБ-1, і Валентин Глушко, який його змінив.
Мішин працював з Сергієм Корольовим, був його заступником в Дослідно-конструкторському бюро, працюючи над такими проєктами, як розробка першої радянської міжконтинентальної балістичної ракети, а також у програмах «Супутник» і «Восток». Він став начальником конструкторського бюро ОКБ-1 Корольова і головним конструктором після смерті Корольова в 1966 році під час операції з видалення пухлини. 

### Ракетна програма «Н-1»
Мішин успадкував ракетну програму Н-1, метою якої була висадка людини на Місяць.
Розробка «Н-1» почалася 14 вересня 1956 року, за десять років до того, як Мішин її очолив. Спершу він був обраний для керування місією посадки на Місяць, яка вимагала конструкцію носія, здатного вивести на орбіту дев'яносто п'ять тонн вантажу. Це було набагато більше, порівняно з п'ятдесяти, а потім і сімдесяти п'ятьма тоннами, що вимагалися на початку розробки. 
Корольов запропонував відмовитись від більшості звичайних наземних випробувань. За словами Корольова, це сталося через те, що належні об'єкти не зможуть отримаюти належного фінансування, і такий підхід також дозволить проводити більш ранні тестові польоти. Ця відмова від випробувань і стала фатальною для проєкту. Деяких невдач, з якими зіткнувся Мішин під час свого керівництва, можна було б уникнути, якби було проведено попередні випробування. Для боротьби з несправностями двигунів під керівництвом Мішина була створена система «КОРД». Щоб запобігти нерівномірному польоту ракети внаслідок незбалансованої тяги, спричиненої несправністю двигуна, несправний двигун і двигун навпроти нього в базі ракети мали вимикатись. «KOРД» також зробить розрахунки, необхідні для компенсації відсутніх двигунів, що дозволить зберегти ту саму траєкторію польоту.
Врешті через ланцюг катастроф та відсутність належного фінансування програма була закрита.